# Донне, Мария Далле
Мария Далле Донне (итал. Maria Dalle Donne; 12 июля 1778, Ронкастальдо — 9 июня 1842, Болонья) — врач-итальянка, директор университета Болоньи. Она была первой женщиной, получившей степень доктора медицины, и второй, ставшей членом Ordine de Benedettini Academici Pensionati.
Мария родилась в крестьянской семье, в деревне у Болоньи. Её талант был признан рано, и ей было предложено изучать медицину в университете Болоньи. В 1799 году она представила свою диссертацию, которое сделало её первой женщиной со степенью доктора медицины. Она сдала экзамен с отличием (лат. maxima cum laude, «с максимальным почётом»).
В 1800 году Мария опубликовала три научные работы. В первой, посвящённой анатомии и физиологии, был включен обзор и комментарии по ранее сделанной работе о женской репродуктивной системе, пороках развития плода и кровообращении в матке. Во втором документе впервые было предложено классифицировать болезни на основании симптомов. Третья работа была сосредоточена на акушерстве и уходе за новорожденными.
В 1829 году Даль Донна стала второй женщиной, после Лауры Басси, введённой в престижный Ordine de Benedettini Academici Pensionati, в котором ей было присвоено звание «Академик». В 1832 году Мария стала директором департамента акушерства в Университете Болоньи.